# Интеллектуальные игры (журнал)
«Интеллектуальные игры» — советский, затем российский альманах, издававшийся в Челябинске с 1990 года. В связи с финансовыми трудностями, с 1994 года не выходил, но возродился в 2005 году и выпускался до 2008 года.
Журнал публиковал новости и аналитические материалы о таких играх как шахматы, шашки, преферанс, бридж, го, Отелло, рэндзю, нарды, «Что? Где? Когда?» и др.
Периодичность — 6 раз в год.
Обладатель знака отличия «Золотой фонд прессы-2008».
Редактор — Рашид Усманов.
Среди сотрудников журнала и авторов были крупные специалисты по играм, чемпионы России, мира, Европы, авторы известных книг по различным играм.
Журнал предлагался в качестве методического пособия по проведению дополнительных занятий по интеллектуальным играм в школах Челябинска.
При участии журнала в 2008 году учреждена премия «Шашечный Оскар», впервые вручённая во время личного чемпионата Европы по русским шашкам среди мужчин.
Журнал постоянно балансировал на грани окупаемости и не смог набрать более 10000 подписчиков.

## Содержание номеров
В 90-х гг. журнал выходил раз в квартал и имел такие рубрики:
- «Пёстрый котёл». Его вёл известный специалист в области интеллектуальных игр и головоломок Олег Степанов. Здесь читателям предлагались головоломки разных жанров: составление квадратов из слов, кроссворды, публиковались рассказы Юрия Барского по Конан-Дойлю, Распе, содержащие шахматные задачи, этюды и логические головоломки. Обсуждались новые игры.
- «Шахматные перекрёстки». Здесь публиковались шахматные партии с прошедших соревнований, уроки шахматной стратегии.
- «Шахматная поэзия». Конкурсы решения и составления шахматных задач и этюдов.
- «Шашечные досуги». Разбор партий с соревнований и шашечные этюды.
- «Квадрат и круг». Уроки мастерства в игре го.
- «Карты на стол». Уроки бриджа.
- «Отелло». Разбор партий и уроки игры Отелло.
- «Нить жемчуга». Теория и практика игры рэндзю.